# Thecla rutila
Thecla rutila är en fjärilsart som beskrevs av Paul Mabille 1878. Thecla rutila ingår i släktet Thecla och familjen juvelvingar. Inga underarter finns listade i Catalogue of Life.